# Persone di nome Enrico/Calciatori
| Questa pagina contiene informazioni ricavate automaticamente dalle voci biografiche con l'ausilio del template Bio e di un bot. L'aggiornamento è periodico e automatico e ricostruisce completamente la pagina. Se manca una persona in questa lista, sei pregato di non aggiungerla, ma accertati piuttosto che la sua voce biografica contenga il template Bio e che i dati anagrafici siano correttamente compilati. Se il template Bio manca, inseriscilo tu stesso o, in alternativa, metti l'avviso {{tmp\|Bio}} che ne segnala la mancanza. Se i dati riportati sono sbagliati, correggi direttamente la voce biografica; le modifiche saranno visibili in questa lista entro pochi giorni. Per chiarimenti vedi il progetto antroponimi. La lista contiene solo le 92 persone che sono citate nell'enciclopedia e per le quali è stato implementato correttamente il template Bio. Pagina aggiornata al 6 ago 2025. |

Questa è una lista di persone presenti nell'enciclopedia che hanno il nome Enrico e sono calciatori.

## A(6)
- Enrico Albertosi, ex calciatore italiano (Pontremoli, n. 1939)
- Enrico Albrigi, ex calciatore italiano (Castiglione Olona, n. 1943)
- Enrico Alfonso, calciatore italiano (Padova, n. 1988)
- Enrico Arienti, calciatore italiano (Desio, n. 1932 - † 1975)
- Enrico Arioni, calciatore italiano (Montevideo, n. 1895 - Montevideo, † 1978)
- Enrico Auletta, calciatore italiano (Salerno, n. 1922 - Gorizia, † 1997)

## B(11)
- Enrico Baldini, calciatore italiano (Massa, n. 1996)
- Enrico Bearzotti, calciatore italiano (Palmanova, n. 1996)
- Enrico Benelli, ex calciatore italiano (Milano, n. 1932)
- Enrico Benini, calciatore italiano (Verona, n. 1891 - Saciletto, † 1916)
- Enrico Bertini, calciatore italiano (Prato, n. 1907)
- Enrico Bottazzi, calciatore italiano (Albinea, n. 1900 - Mar Mediterraneo, † 1938)
- Enrico Bozzo, calciatore italiano
- Enrico Bramati, ex calciatore italiano (Monza, n. 1939)
- Enrico Brega, calciatore italiano (Milano, n. 1893 - † 1953)
- Enrico Brignola, calciatore italiano (Caserta, n. 1999)
- Enrico Brustia, calciatore italiano (Seregno, n. 1919)

## C(19)
- Enrico Cairoli, ex calciatore italiano (Fino Mornasco, n. 1942)
- Enrico Calzolari, calciatore italiano (La Spezia, n. 1900 - Genova, † 1969)
- Enrico Canali, calciatore e allenatore di calcio italiano (n. 1905)
- Enrico Candiani, calciatore e dirigente sportivo italiano (Busto Arsizio, n. 1918 - Busto Arsizio, † 2008)
- Enrico Canfari, calciatore, dirigente sportivo e arbitro di calcio italiano (Genova, n. 1877 - Monte San Michele, † 1915)
- Enrico Cannata, calciatore italiano (Milano, n. 1953 - Parma, † 2022)
- Enrico Capris, calciatore italiano (La Spezia, n. 1893 - Genova, † 1952)
- Enrico Cardoso Nazaré, ex calciatore brasiliano (Belo Horizonte, n. 1984)
- Enrico Carzino, calciatore italiano (Sampierdarena, n. 1897 - Genova, † 1965)
- Enrico Cavalieri, ex calciatore italiano (Porto Garibaldi, n. 1957)
- Enrico Cecchi, ex calciatore italiano (Firenze, n. 1939)
- Enrico Cerutti, calciatore italiano (Cigliano, n. 1915)
- Enrico Chiesa, ex calciatore italiano (Genova, n. 1970)
- Enrico Cibelli, calciatore sammarinese (Borgo Maggiore, n. 1987)
- Enrico Colombo, calciatore italiano
- Enrico Conca, ex calciatore italiano (Sant'Angelo Lodigiano, n. 1932)
- Enrico Costanzo, calciatore italiano (Muggia, n. 1921 - Trieste, † 1973)
- Enrico Cucchi, calciatore italiano (Savona, n. 1965 - Tortona, † 1996)
- Enrico Cuoghi, calciatore italiano (Modena, n. 1930 - Modena, † 2019)

## D(5)
- Enrico Debernardi, calciatore italiano (Torino, n. 1885 - Torino, † 1972)
- Enrico Delprato, calciatore italiano (Bergamo, n. 1999)
- Enrico Dordoni, ex calciatore italiano (Genova, n. 1941)
- Enrico Hernández, calciatore olandese (Almere, n. 2001)
- Enrico du Chêne de Vère, calciatore italiano (Brescia, n. 1888 - † 1976)

## E(1)
- Enrico Engel, calciatore italiano (Isola d'Istria, n. 1909)

## F(3)
- Enrico Follis, calciatore italiano (n. 1893 - † 1916)
- Enrico Forneris, calciatore italiano (Milano, n. 1902 - Chiavari, † 1982)
- Enrico Franchi, ex calciatore italiano (Verona, n. 1973)

## G(5)
- Enrico Gallina, calciatore italiano (Sampierdarena, n. 1911)
- Enrico Golinucci, calciatore sammarinese (n. 1991)
- Enrico Grazioli, calciatore italiano (Manerbio, n. 1921)
- Enrico Gualazzi, calciatore italiano (Cremona, n. 1925 - Cremona, † 1972)
- Enrico Guardigli, calciatore italiano (Bologna, n. 1893 - Bologna)

## L(5)
- Enrico Lamperti, calciatore italiano (Milano, n. 1896)
- Enrico Lanata, calciatore italiano (n. 1887)
- Enrico Larini, ex calciatore italiano (Novara, n. 1934)
- Enrico Laviosa, calciatore e militare italiano (Bologna, n. 1897 - Monte Vodice Località Zagomilla, † 1917)
- Enrico Loranzi, calciatore italiano (Piacenza, n. 1932 - Piacenza, † 2017)

## M(9)
- Enrico Malerba, calciatore italiano (Milano, n. 1893 - Milano, † 1959)
- Enrico Maniero, ex calciatore italiano (Roma, n. 1960)
- Enrico Mazzucchi, calciatore italiano (Livorno, n. 1934 - Forte dei Marmi, † 2010)
- Enrico Merzoni, calciatore italiano (Bagnolo Mella, n. 1923 - Brescia, † 1975)
- Enrico Minchiotti, calciatore italiano
- Enrico Minto, calciatore italiano (Mirano, n. 1935 - Pescara, † 2023)
- Enrico Morello, ex calciatore italiano (Palermo, n. 1977)
- Enrico Motta, ex calciatore italiano (Lissone, n. 1928)
- Enrico Muzzio, calciatore italiano (Landriano, n. 1936 - Landriano, † 1996)

## N(3)
- Enrico Nicchi, calciatore italiano (Gubbio, n. 1937 - Gubbio, † 2013)
- Enrico Nieri, ex calciatore italiano (Pisa, n. 1958)
- Enrico Nova, calciatore italiano (Brescia, n. 1938 - Brescia, † 1998)

## P(7)
- Enrico Pasteur, calciatore, allenatore di calcio e pallanuotista italiano (Genova, n. 1882 - Genova, † 1958)
- Enrico Pepe, calciatore italiano (Vico Equense, n. 1989)
- Enrico Perego, ex calciatore italiano (Settimo Milanese, n. 1945)
- Enrico Pezzi, calciatore italiano (Rimini, n. 1989)
- Enrico Pirovano, calciatore italiano (Cinisello Balsamo, n. 1924)
- Enrico Pratesi, calciatore italiano (Parigi, n. 1930 - Cesena, † 2014)
- Enrico Prato, ex calciatore italiano (Luino, n. 1945)

## R(4)
- Enrico Rivolta, calciatore italiano (Milano, n. 1905 - Milano, † 1974)
- Enrico Romano, calciatore italiano
- Enrico Rovini, calciatore italiano (Pescia, n. 1928 - † 2022)
- Enrico Ruffa, calciatore italiano

## S(6)
- Enrico Sannazzari, calciatore italiano (Chiavari, n. 1895 - Lima, † 1975)
- Enrico Santià, calciatore italiano (Santhià, n. 1918 - Vercelli, † 1996)
- Enrico Schiavetti, calciatore italiano (Tivoli, n. 1920 - Roma, † 1993)
- Enrico Scioscia, calciatore italiano (Velletri, n. 1902)
- Enrico Simonini, calciatore italiano (Reggio Emilia, n. 1900 - Reggio Emilia, † 1959)
- Enrico Spinosi, calciatore e allenatore di calcio italiano (Roma, n. 1937 - Cancún, † 2018)

## T(3)
- Fabrizio Tavano, calciatore messicano (Città del Messico, n. 1993)
- Enrico Tirabassi, calciatore e allenatore di calcio italiano (Modena, n. 1896 - Jugoslavia, † 1941)
- Enrico Todesco, ex calciatore italiano (Milano, n. 1960)

## V(3)
- Enrico Valentini, calciatore tedesco (Norimberga, n. 1989)
- Amedeo Varese, calciatore italiano (Settimo Rottaro, n. 1890 - Saluzzo, † 1969)
- Enrico Viacava, calciatore italiano

## Z(2)
- Enrico Zampa, calciatore italiano (Frascati, n. 1992)
- Enrico Zucchinali, calciatore italiano (Levate, n. 1924)